# Зевина, Дарья Юрьевна
Да́рья Ю́рьевна Зе́вина (укр. Дарина Юріївна Зевіна; род. 1 сентября 1994, Киев) — украинская пловчиха, неоднократная чемпионка Европы и мира. Мастер спорта Украины международного класса.

## Биография

### Ранние годы и семья
Дарья Зевина родилась в семье пловцов. Её отец, Юрий Михайлович Зевин (тренер дочери, Заслуженный работник физической культуры и спорта Украины), работает директором киевского бассейна «Юность», а мать, Светлана Зевина, — начальником команды сборной Украины по плаванию. С 6 лет начала тренироваться у тренера Валерии Георгиевны Золотаревской. Профессионально заниматься плаванием Дарья начала в 2005 году. В 2007 году получила звание мастера спорта Украины, а в 2009 году — звание мастера спорта международного класса. В 2011 году Зевина поступила в Киевский национальный университет физической культуры и спорта Украины (НУФКСУ).

### Спортивная карьера
На Чемпионате Европы по плаванию среди юниоров, проходившем 8—12 июля 2009 года в Праге, Дарья Зевина завоевала две золотые медали на дистанциях 100 м и 200 м на спине (1:01,49 и 2:10,08 соответственно), а также серебряную медаль на дистанции 50 м на спине (29,17).
На Чемпионате Европы по плаванию среди юниоров, проходившем 14—18 июля 2010 года в Хельсинки, Дарья Зевина завоевала золотую медаль на дистанции 100 м на спине (1:02,05) и две серебряных медали на дистанциях 50 м и 200 м на спине (29,12 и 2:11,82 соответственно).
На І Летних юношеских Олимпийских играх 2010 года в Сингапуре Зевина завоевала золотую медаль на дистанции 100 м на спине, серебряную на дистанции 50 м на спине и бронзовую на дистанции 200 м на спине.
На Чемпионате Европы по плаванию на короткой воде, проходившем с 25 по 28 ноября 2010 года в голландском Эйндховене, Зевина завоевала две медали: золото на дистанции 100 м на спине (57,57) и бронзу на дистанции 200 м на спине (2:05,08). Дарья также получила титул «Лучший дебют».
На Чемпионате мира по плаванию среди юниоров, проходившем 16—21 августа 2011 года в Лиме, Дарья Зевина завоевала три золотые медали: на дистанциях 50 м, 100 м и 200 м на спине, причём на всех трёх дистанциях она установила рекорды чемпионатов мира среди юниоров (28,45; 1:00,59 и 2:10,43 соответственно).
На Чемпионате Европы по плаванию на короткой воде, проходившем с 8 по 11 декабря 2011 года в польском городе Щецин, Зевина завоевала две золотые медали: на дистанциях 100 и 200 м на спине, причём на дистанции 200 м Дарья установила новый рекорд соревнований — 2.02,25.
На Чемпионате Европы по плаванию на короткой воде, проходившем 22—25 ноября 2012 года в Шартре, Зевина завоевала две золотые медали: на дистанциях 100 м на спине (57,07) и 200 м на спине (2.01,97), причём на последней дистанции она установила новый рекорд соревнований.
На Летних Олимпийских играх 2012 года в Лондоне Зевина выступала за сборную Украины на дистанциях 100 и 200 м на спине и в эстафете 4×200 м вольным стилем, где заняла 18-е, 12-е и 15-е место соответственно.
На чемпионате мира по плаванию на короткой воде, который проходил с 12 по 16 декабря 2012 года в Стамбуле, Зевина завоевала золотую медаль на дистанции 200 м на спине (2.02,24), опередив американку Бонни Брэндон (2.03,19) и испанку Дуане Да Рока Марке (2.04,15).
На XXVII Летней Универсиаде 2013 года, проходившей с 6 по 17 июля 2013 года в Казани, Зевина завоевала серебряную медаль на дистанции 200 м на спине (2:09.41), уступив победительнице 19 сотых секунды. Дарья также показала пятый результат на дистанции 50 м на спине (28,58) и была четвёртой на дистанции 100 м на спине (1:01.00).
В августе 2013 года на первом этапе Кубка мира FINA (Международной федерации плавания) в голландском Эйндховене Зевина завоевала золотую медаль на дистанции 200 м на спине (2:02.04), опередив двукратную олимпийскую чемпионку австралийку Эмили Сибом.
11 августа 2013 года на втором этапе Кубка мира FINA по плаванию на короткой воде в Берлине Зевина завоевала золотую медаль на дистанции 200 м на спине, установив рекорд Европы (2:00.81).
12 октября 2013 года, в первый день третьего этапа Кубка мира FINA по плаванию на короткой воде в Москве, Зевина завоевала две золотые медали: в финале 50 м на спине она показала результат 27.12 с, а на дистанции 200 метров на спине финишировала за 2:02.95. 13 октября она завоевала третье золото на дистанции 100 м на спине (56.91) и бронзу на дистанции 400 м вольным стилем (4:05.03).
17 октября 2013 года, в первый день четвёртого этапа Кубка мира FINA по плаванию на короткой воде в Дубае, Зевина завоевала две медали: золото на дистанции 200 м на спине (2:01.66), опередив австралийку Эмили Сибом (2:05.04) и рекордсменку мира венгерку Катинку Хошсу (2:05.42), и бронзу на дистанции 50 м на спине (27.13).
20 октября 2013 года, в первый день пятого этапа Кубка мира FINA по плаванию на короткой воде в Катаре, Зевина завоевала золото на дистанции 200 м на спине (2:01.17), опередив японку Саякэ Акасэ (2:02.74) и Катинку Хошсу (2:05.17), а также серебро на дистанции 50 м на спине (26.85), уступив чемпионке Европы польке Александре Урбанчук (27.11).
9 ноября 2013 года, в последний день седьмого этапа Кубка мира FINA по плаванию на короткой воде в Токио, Зевина завоевала золото на дистанции 100 м на спине (56.8), опередив Эмили Сибом (57.09) и британку Элизабет Симмондс (57.20).
На восьмом, заключительном, этапе Кубка мира FINA по плаванию на короткой воде, который прошёл 13—14 ноября 2013 года в Пекине, Зевина завоевала три медали: золото на дистанции 200 м на спине (2:01.47), серебро на дистанции 100 м на спине (57.56) и бронзу на дистанции 50 м на спине (27.07). В общем зачёте Кубка мира Дарья финишировала четвёртой.
На Чемпионате Европы по плаванию на короткой воде, проходившем с 12 по 15 декабря 2013 года в датском городе Хернинг, Зевина завоевала золотую медаль на дистанции 200 м на спине (2:02.20) и бронзовую медаль на дистанции 100 м на спине (56.94).
На этапе Кубке мира по плаванию, проходившем в октябре 2014 года в Москве, Зевина завоевала золотую медаль на дистанции 50 м на спине (26,33 с), серебряную медаль на дистанции 200 м на спине (2:02,87 с) и бронзовую медаль на дистанции 100 м на спине (57,57 с).

## Личные рекорды
Последнее обновление 15 ноября 2013
| Короткая вода                  | Короткая вода | Короткая вода   | Короткая вода                 |
| Дистанция                      | Время         | Дата            | Место проведения соревнования |
| ------------------------------ | ------------- | --------------- | ----------------------------- |
| 50 м вольным стилем            | 25,35         | 3 октября 2012  | Дубай                         |
| 100 м вольным стилем           | 53,67         | 4 ноября 2012   | Загреб                        |
| 200 м вольным стилем           | 1:56,31       | 6 октября 2012  | Доха                          |
| 400 м вольным стилем           | 4:05,03       | 13 октября 2013 | Москва                        |
| 800 м вольным стилем           | —             | —               | —                             |
| 50 м на спине                  | 26,81         | 9 ноября 2013   | Токио                         |
| 100 м на спине                 | 56,71         | 16 декабря 2011 | Атланта                       |
| 200 м на спине                 | 2:00,81       | 10 августа 2013 | Берлин                        |
| 50 м брассом                   | —             | —               | —                             |
| 50 м баттерфляем               | 27,09         | 11 декабря 2009 | Стамбул                       |
| 100 м баттерфляем              | —             | —               | —                             |
| 200 м баттерфляем              | 2:13,57       | 8 октября 2011  | Дубай                         |
| 200 м комбинированное плавание | 2:17,05       | 13 марта 2010   | Трнава                        |
| 400 м комбинированное плавание | —             | —               | —                             |

| Длинная вода                   | Длинная вода | Длинная вода    | Длинная вода                  |
| Дистанция                      | Время        | Дата            | Место проведения соревнования |
| ------------------------------ | ------------ | --------------- | ----------------------------- |
| 50 м вольным стилем            | 26,14        | 19 января 2013  | Люксембург                    |
| 100 м вольным стилем           | 56,41        | 24 мая 2011     | Харьков                       |
| 200 м вольным стилем           | 1:59,55      | 6 мая 2012      | Харьков                       |
| 400 м вольным стилем           | 4:14,96      | 5 мая 2012      | Харьков                       |
| 800 м вольным стилем           | 8:44,34      | 1 марта 2012    | Днепропетровск                |
| 50 м на спине                  | 28,45        | 19 августа 2011 | Лима                          |
| 100 м на спине                 | 59,90        | 29 июля 2013    | Барселона                     |
| 200 м на спине                 | 2:07,82      | 30 июля 2011    | Шанхай                        |
| 50 м брассом                   | 39,85        | 25 июня 2010    | Евпатория                     |
| 50 м баттерфляем               | 27,88        | 4 мая 2009      | Днепропетровск                |
| 100 м баттерфляем              | 1:01,89      | 21 марта 2013   | Днепропетровск                |
| 200 м баттерфляем              | 2:17,36      | 29 февраля 2012 | Днепропетровск                |
| 200 м комбинированное плавание | 2:25,94      | 14 июня 2009    | Харьков                       |
| 400 м комбинированное плавание | 4:52,65      | 11 мая 2013     | Сисак                         |

## Государственные награды, премии и стипендии
- Премия Кабинета Министров Украины за особые достижения молодёжи в развитие государства (за спортивные достижения) (15.06.2011)[47]
- Орден княгини Ольги III-й степени (25 июля 2013) — За достижение высоких спортивных результатов на XXVI Всемирной летней Универсиаде в Казани, проявленные самоотверженность и волю к победе, повышение международного авторитета Украины[48]